# 行政不服審査会
行政不服審査会（ぎょうせいふふくしんさかい）は、2016年施行の行政不服審査法に基づき、諮問により審査庁による処分や不作為の適否を答申することを目的として、総務省設置法第8条第2項および行政不服審査法第67条の規定により、総務省に設置される審議会。

## 概要・組織
2014年、行政不服審査法に基づき設置された。初代会長には元裁判官の市村陽典が就任した。
審査は、委員3名により構成される合議体たる3つの部会により行われるが、委員の全員による合議体（総会）で審査することもできる。各部会には部会長が置かれる。合議体の議事は、構成員たる委員の過半数により決せられる。
審査会には事務局が置かれ、事務局には事務局長や、総務課、審査官が置かれる。総務課には、課長、課長補佐、係長、専門職、専門官などが置かれる。
審査会の調査審議の手続は、公開されない。ただし、口頭意見陳述、口頭での説明、参考人の陳述については、部会又は総会は、公開することを相当と認めるときは、その手続を公開することができる。

## 委員

### 任免
審査会委員9名は、総務大臣が、審査会の権限に属する事項に関し公正な判断をすることができ、かつ法律又は行政に関し識見を有する者のうちから、両議院の同意を得て任命する（ただ実際には両議院に希望の候補者名を通知するのは内閣である）。また総務大臣は、専門事項を調査するため、学識経験のある者のうちから任命した非常勤の専門委員を置くことができる。
委員の任期は3年であるが、再任することができる。基本的に非常勤であるが、3人まで常勤とすることができる。
会長は委員の中での互選により選任される。
合議体の委員と部会長、調査担当の専門委員は、最終的には会長が指名する。

### 権限
会長・部会長
会長は、当該審査請求に係る事件を取り扱う部会の部会長の申出に基づき、法第71条第2項の規定により任命された者の中から専門委員を指名できる。また、行政不服審査会運営規則に定めるもののほか、審査会の調査審議の手続に関して必要な事項を定める。審議においては、総会又は部会の会議の議長となり、議事を整理する。
会長又は部会長は、必要と認めるときは、行政不服審査会運営規則に定める様式について、その記載内容、形式等が当該様式と著しく均衡を失することがない限り、所要の調整をすることができる。
部会長・委員
口頭意見陳述においては、部会長又は調査担当の指名委員（行政不服審査法第77条）は、申立人が審査請求に係る事件の範囲を超えて陳述するとき、その他議事を整理するためにやむを得ないと認めるときは、その者に対し、その陳述を制限することができる。

### 歴代委員
2021年4月現在
| 部会    | 役職                    | 名前               | 所属等                                                               | 参議院 初回同意日 |
| ------- | ----------------------- | ------------------ | -------------------------------------------------------------------- | ----------------- |
| 第1部会 | 会長 部会長（常勤）     | 原優               | 元名古屋高等裁判所長官、元法務省民事局長                             | 2019年3月29日     |
|         | 委員                    | 野口（川口）貴公美 | 一橋大学大学院法学研究科教授                                         | 2019年3月29日     |
|         | 委員                    | 村田珠美           | 弁護士、元第二東京弁護士会副会長                                     | 2021年4月1日      |
| 第2部会 | 会長代理 部会長（常勤） | 戸谷博子           | 元東京高等検察庁検事、元明治大学法科大学院特任教授（派遣）           | 2016年3月23日     |
|         | 委員                    | 伊藤浩             | 行政書士、東京都行政書士会ADRセンター次長                            | 2016年3月23日     |
|         | 委員                    | 交告尚史           | 東京大学大学院法学政治学研究科名誉教授、法政大学大学院法務研究科教授 | 2018年3月16日     |
| 第3部会 | 部会長（常勤）          | 三宅俊光           | 元総務省行政管理局長                                                 | 2021年4月1日      |
|         | 委員                    | 佐脇敦子           | 弁護士、愛知県弁護士会所属                                           | 2019年3月29日     |
|         | 委員                    | 中原茂樹           | 関西学院大学大学院司法研究科教授                                     | 2019年3月29日     |

2019年4月現在
| 部会    | 役職                    | 名前               | 所属等                                                               | 参議院 初回同意日 |
| ------- | ----------------------- | ------------------ | -------------------------------------------------------------------- | ----------------- |
| 第1部会 | 会長 部会長（常勤）     | 原優               | 元名古屋高等裁判所長官、元法務省民事局長                             | 2019年3月29日     |
|         | 委員                    | 中山ひとみ         | 弁護士、社会福祉士、元第二東京弁護士会副会長                         | 2019年3月29日     |
|         | 委員                    | 野口（川口）貴公美 | 一橋大学大学院法学研究科教授                                         | 2019年3月29日     |
| 第2部会 | 部会長（常勤）          | 戸谷博子           | 元東京高等検察庁検事、元明治大学法科大学院特任教授（派遣）           | 2016年3月23日     |
|         | 委員                    | 伊藤浩             | 行政書士、東京都行政書士会ADRセンター次長                            | 2016年3月23日     |
|         | 委員                    | 交告尚史           | 東京大学大学院法学政治学研究科名誉教授、法政大学大学院法務研究科教授 | 2018年3月16日     |
| 第3部会 | 会長代理 部会長（常勤） | 戸塚誠             | 元総務審議官、元総務省大臣官房長                                     | 2016年3月23日     |
|         | 委員                    | 佐脇敦子           | 弁護士、愛知県弁護士会所属                                           | 2019年3月29日     |
|         | 委員                    | 中原茂樹           | 東北大学大学院法学研究科教授                                         | 2019年3月29日     |

2019年2月現在
| 部会    | 役職                | 名前       | 所属等 | 参議院 初回同意日 |
| ------- | ------------------- | ---------- | --- | ----------------- |
| 第1部会 | 会長 部会長（常勤） | 市村陽典   | 法曹会、元仙台高等裁判所長官、内閣司法制度改革推進本部行政訴訟検討会委員、検察官・公証人特別任用等審査会試験委員 | 2016年3月23日     |
|         | 委員                | 小幡純子   | 上智大学大学院法学研究科（法科大学院）教授                                                                       | 2016年3月23日     |
|         | 委員                | 中山ひとみ | 弁護士、社会福祉士、元第二東京弁護士会副会長                                                                     | 2016年3月23日     |
| 第2部会 | 部会長              | 戸谷博子   | 元明治大学法科大学院特任教授（派遣） 元東京高等検察庁検事 元さいたま地方検察庁公判部長                           | 2016年3月23日     |
|         | 委員                | 伊藤浩     | 行政書士、東京都行政書士会ADRセンター次長                                                                        | 2016年3月23日     |
|         | 委員                | 交告尚史   | 東京大学大学院法学政治学研究科名誉教授、法政大学大学院法務研究科教授                                             | 2018年3月16日     |
| 第3部会 | 部会長              | 戸塚誠     | 元総務省総務審議官（2014年-2015年）                                                                              | 2016年3月23日     |
|         | 会長代理・委員      | 小早川光郎 | 成蹊大学法科大学院教授・法務研究科長                                                                             | 2016年3月23日     |
|         | 委員                | 山田博     | 弁護士 | 2016年3月23日     |

2016年4月1日設置時
| 部会 | 役職 | 名前       | 所属等 | 参議院同意日  |
| ---- | ---- | ---------- | --- | ------------- |
|      | 委員 | 市村陽典   | 法曹会、元仙台高等裁判所長官、内閣司法制度改革推進本部行政訴訟検討会委員、検察官・公証人特別任用等審査会試験委員 | 2016年3月23日 |
|      | 委員 | 成瀬純子   | 上智大学大学院法学研究科（法科大学院）教授                                                                       | 2016年3月23日 |
|      | 委員 | 中山ひとみ | 弁護士、社会福祉士、元第二東京弁護士会副会長                                                                     | 2016年3月23日 |
|      | 委員 | 戸谷博子   | 元明治大学法科大学院特任教授（派遣） 元東京高等検察庁検事 元さいたま地方検察庁公判部長                           | 2016年3月23日 |
|      | 委員 | 伊藤浩     | 行政書士、東京都行政書士会ADRセンター次長                                                                        | 2016年3月23日 |
|      | 委員 | 大橋洋一   | 行政法学者。学習院大学教授・九州大学名誉教授                                                                     | 2016年3月23日 |
|      | 委員 | 戸塚誠     | 元総務省総務審議官（2014年-2015年）                                                                              | 2016年3月23日 |
|      | 委員 | 小早川光郎 | 成蹊大学法科大学院教授・法務研究科長                                                                             | 2016年3月23日 |
|      | 委員 | 山田博     | 弁護士 | 2016年3月23日 |

## 問題点
裁判所と総務省行政不服審査会とのあいだの判事の割り当て人事について、裁判所と法務省とのあいだの判検交流と同じ問題が存在する。
つまり、行政不服審査会における審査結果に不服がある場合は、国家賠償法に基づき国に対する損害賠償請求訴訟が提起され裁判所における審査に至るが、初代会長の市村陽典裁判官は2022年9月1日に会長を退任したのち、最高裁判所事務総局行政局付を務めるなどして、行政訴訟を多く担当しており、内閣司法制度改革推進本部行政訴訟検討会委員として行政事件訴訟法の改正にもあたった、同じ裁判官が2機関において同じ事件を扱ったのではないとしても、裁判の公正が損なわれたり、訴える側にとっての利益相反が生じる可能性がある。
また、国賠訴訟において国の代理人である法務省訟務局の局長は慣例的に裁判官経験者であり、2022年からは東京地裁の行政部の裁判長だった春名茂裁判官が法務省訟務局の局長となっている。中立を要する裁判官が、訟務検事として国の代理人を務め、再び裁判所に戻って国を相手取った賠償請求訴訟を担当することは、たとえ別の訴訟ではあっても、裁判の公正を損なうと日本弁護士連合会などから指摘されており、批判が高まっている。